# De Hülsenbeck kinderen
De Hülsenbeck kinderen is een schilderij van Philipp Otto Runge uit 1805-06. Het is een van de belangrijkste werken van de schilder en geeft kinderen op een voor die tijd vernieuwende manier weer. Sinds 1862 maakt het deel uit van de collectie van de Hamburger Kunsthalle.

## Voorstelling
Op het schilderij zijn drie kinderen te zien die spelen voor een wit hek, waarachter planten groeien. Vooral de zes zonnebloemen links vallen op. Het zijn de kinderen van Friedrich August Hülsenbeck, een zakenpartner van Daniel Runge, de broer van de schilder. In de koets zit de tweejarige Friedrich, getrokken door zijn vierjarige broertje August en zijn vijfjarige zusje Maria. De toeschouwer bevindt zich op ooghoogte van de kinderen en wordt zo meegenomen in hun belevingswereld. Opvallend is ook dat de broers en zussen voor het hek spelen, niet opgesloten of omheind, maar vrij, in de buitenlucht.
Aan de rechterkant schilderde Runge het zomerhuis van de familie Hülsenbeck in Eimsbüttel, destijds nog een dorpje buiten de stad Hamburg. Tussen de oudere kinderen en de bloemen ontvouwt zich een landschap met op de achtergrond de torens van drie belangrijke kerken van Hamburg: de Sint-Petrus, de Sint-Nicolaas en de Sint-Catharina (van links naar rechts). 
“De jongste grijpt blindelings een zonnebloemblad vast, terwijl hij de toeschouwer met grote ogen aankijkt. De oudste heeft de hendel van de dissel vastgepakt en zwaait vol energie met de zweep, terwijl het meisje al haar verantwoordelijkheid toont en met haar rechterhand een teken geeft aan de kleine. Hier worden ons letterlijk drie stadia van de ontwikkeling van kinderen voor ogen gebracht.”
Ook bij de zonnebloemen zijn verschillende stadia van ontwikkeling te ontdekken, van een net geopende knop tot een bloem in volle bloei. De leeftijd van de kinderen neemt toe van links naar rechts en daarmee ook de afstand tot de natuurlijke oorsprong. Meteen rechts van het meisje maakt het hek en scherpe knik en leidt naar het huis, de wereld van de volwassenen.
Het schilderij is beïnvloed door de filosofie van Jean-Jacques Rousseau, die de nadruk legde op de natuurlijke ontwikkeling van kinderen. Runges weergave van de kinderen in een natuurlijke omgeving, met een laag perspectief dat de wereld vanuit hun oogpunt toont, is een visuele uitdrukking van het Romantische concept van Bildung (zelfvorming).
Runge's gebruik van licht en kleur, evenals de ongewone schaal en weergave van planten, dragen bij aan de unieke sfeer van het schilderij. Het werk had invloed op latere kunstenaars, zoals Otto Dix, maar werd ook misbruikt door het nationaalsocialisme als symbool van Duitse zuiverheid.

## Herkomst
Het schilderij werd in 1862 door Richard Hülsenbeck aan de Hamburgse Kunstvereniging geschonken. Na de opening van de Kunsthalle in 1869 bleef het werk aanvankelijk in het depot. Pas onder directeur Alfred Lichtwark kreeg het een plek in de permanente tentoonstelling. Tijdens de Tweede Wereldoorlog werd het schilderij beschadigd door bomscherven.